# The Rocky Horror Picture Show
The Rocky Horror Picture Show és una comèdia de terror britànica i estatunidenca del 1975, adaptació de l'obra de teatre musical The Rocky Horror Show i amb cançons de Richard O'Brien. Dirigida per Jim Sharman amb Sharman i O'Brien, la producció és un tribut en clau d'humor de la ciència-ficció i les pel·lícules de terror de sèrie b de la dècada de 1950. Amb les interpretacions de Tim Curry, Susan Sarandon i Barry Bostwick amb altres intèrprets de la producció original Kings Road presentada al Royal Court Theatre de Londres el 1973.
Encara que la seva estrena fou molt limitada, gairebé després de quatre dècades encara gaudeix de ser l'estrena de cinema més llarga en la història del cinema. I va començar a fer-se encara més famosa com a pel·lícula de mitjanit quan el 1977 el públic va començar a voler ser partícip del que succeïa a la pel·lícula. Va ser i és encara tot un mite cinematogràfic i encara avui en dia la gent es reuneix als cines per reviure les coreografies i les músiques de la pel·lícula. La pel·lícula compta amb un gran culte internacional i és una de les pel·lícules més conegudes i financerament reeixida de tots els temps. El 2005, la pel·lícula va ser seleccionada per a la seva preservació als Estats Units Registre Nacional de Cinema a la Biblioteca del Congrés com a obra "cultural, històrica o estèticament significativa".

## Argument
La història, narrada pel Criminòleg (Charles Gray), explica com Brad Majors (Barry Bostwick) i Janet Weiss (Susan Sarandon), després d'una proposta de matrimoni per part d'en Brad, cercaran el seu vell amic i antic professor, el Dr. Everett V. Scott (Jonathan Adams).
Pel camí, se'ls avaria una roda del cotxe davant d'un castell on sembla haver-hi habitants, ja que hi ha una habitació amb la llum encesa. Voldran demanar ajuda, i seran rebuts majordom Riff Raff. (Richard O'Brien). Tot seguit, coneixen a Magenta (Patricia Quinn) la germana d'aquest, una groupie anomenada Columbia (Nell Campbell) i divuit "Transsilvànians". Tots ells estan ballant el Time Warp (una tradició del planeta Transsexual, a la galàxia de Transilvania, que és d'on provenen) per celebrar La Convenció Anual Transsilvana.
Després es presenta el Dr. Frank-N-Furter (Tim Curry), un exòtic científic transvestit. Aprofitant l'ocasió, els porta a tots al laboratori i els mostra a la seva creació, Rocky Horror (Peter Hinwood), un atractiu i musculós home ros. Mentre celebren el seu naixement, surt del descongelador Eddie (Meat Loaf), l'amant de Columbia i antic estimat de Frank-N-Furter, el qual ha donat una part del seu cervell a Rocky Horror. Frank acorrala i mata Eddie amb un pic per després sortir del laboratori amb Rocky en direcció a una fosca suite nupcial, on tindran relacions sexuals.
A Brad i Janet se'ls condueix a habitacions separades, i Frank entra a l'habitació de Janet fent-se passar per Brad per tenir sexe amb ella. Encara que ella descobreix l'engany, Frank la convenç perquè es fiqui al llit amb ell. Després Frank realitza el mateix truc a l'habitació de Brad, fent-se passar per Janet per fer l'amor amb ell, i encara que descobreix que es tracta realment de Frank, mantenen relacions sexuals. Mentrestant Janet, que ha sortit a buscar a la seva parella, Brad, afectada per la infidelitat que acaba de cometre, descobreix a Brad tenint relacions sexuals amb Frank a través d'un monitor del castell. Descobreix llavors a Rocky Horror, que s'està amagant del majordom Riff Raff, que l'ha estat turmentant. Janet li cura les ferides, i en veure que Brad l'està enganyant, decideix tenir relacions amb la creació de Frank.
El Dr. Everett V. Scott entra al castell, per buscar el seu nebot Eddie. Com que Janet i Brad coneixen el Dr. Scott, el qual en realitat investiga els fenòmens relacionats amb els ovnis per al govern, Frank en desconfia d'ells ara. Tots troben Janet dormint amb Rocky, i Frank entra en col·lera, però el sopar ja està preparat, per la qual cosa els habitants i invitats del castell decideixen menjar. Durant el sopar, Frank els mostra el cadàver d'Eddie, i Janet es refugia als braços de Rocky, cosa que desemboca en una persecució per la ira de la situació, que acabarà amb Frank convertint en estàtues a Brad, el Dr Scott, Janet, Columbia i Rocky.
Aleshores, són obligats a participar en un espectacle de cabaret vestits com a transsexuals, per acabar besant-se apassionadament en una piscina, on Frank dirà la frase més coneguda del film: "Don't dream it, be it". La festa la interrompen Riff-Raff i Magenta, que estan preparats per tornar al planeta Transsexual a la galàxia Transsilvània. Acaben matant a Columbia, la qual estava protegint a Frank. Tot seguit, maten a Frank i Rocky. i alliberen el Dr. Scott, Brad i Janet, per després elevar-se pels aires amb tot el castell per tornar al seu planeta.
El criminòleg, que ha estat el narrador de la pel·lícula, conclou la història dient que els humans són només insectes arrossegant-se per la superfície del planeta.

## Repartiment
- Tim Curry com el Dr. Frank-N-Furter, un científic transvestit
- Susan Sarandon com a Janet Weiss, la promesa de Brad
- Barry Bostwick com a Brad Majors, el promès de Janet
- Richard O'Brien com a Riff Raff, un home geperut i germà de Magenta
- Patricia Quinn com a Magenta, una domèstica i germana de Riff Raff
- Nell Campbell com a Columbia, una groupie
- Jonathan Adams com el Dr. Everett V. Scott, el científic rival de Frank
- Peter Hinwood com a Rocky Horror, la creació de Frank
- Meat Loaf com a Eddie, un antic repartidor
- Charles Gray com el criminòleg expert
- Hilary Farr com a Betty Munroe[6]

## Producció

### Concepte i desenvolupament
Richard O' Brien, en els inicis de la dècada de 1970, residia a Londres en qualitat d'actor desocupat. Durant un hivern, es va dedicar a escriure la major part de The Rocky Horror Show com un mitjà per a mantenir-se ocupat. Des dels seus anys més joves, O' Brien manifestava una notable inclinació per les pel·lícules de ciència-ficció i terror del tipus B. La seva intenció era amalgamar diversos elements presents en aquestes pel·lícules, com l'humor involuntari, els diàlegs impactants característics del gènere de terror, la presència de Steve Reeves al cinema, i l'essència del rock and roll dels anys cinquanta, tot això dins de la seva obra musical. O' Brien va concebre i va plasmar aquesta obra en el context de l'emergent era glamurosa que estava prenent forma en la cultura popular britànica durant la dècada del setanta. Segons les seves pròpies paraules, el glam rock li va proporcionar una major llibertat per a expressar-se: "el glam rock em va permetre ser més autèntic".
O' Brien va compartir una porció del guió, encara sense concloure, amb el director australià Jim Sharman. Aquest últim va optar per dirigir l'obra en un reduït espai experimental denominat Upstairs en el Royal Court Theatre, situat en Sloane Square, Chelsea, Londres, un lloc destinat a projectes nous. Prèviament, O' Brien havia tingut una breu participació en una posada en escena de "Jesucrist Superstar" d'Andrew Lloyd Webber, dirigida per Sharman. Tots dos havien col·laborat també en The Unseen Hand de Sam Shepard. Sharman va reclutar al dissenyador de producció Brian Thomson. L'equip creatiu original es va completar amb la presència de la dissenyadora de vestuari Sue Blane, el director musical Richard Hartley i el productor teatral Michael White, qui va ser convocat per a dur a terme la producció. Durant les fases d'assaig del musical, el títol provisional, They Came from Denton High, va ser modificat just abans de l'estrena per suggeriment de Sharman, passant a ser conegut com The Rocky Horror Show.
Després de la seva estrena en el petit Royal Court Theatre amb només 60 seients, l'espectacle ràpidament va escalar a llocs més grans a Londres. El 14 d'agost de 1973 es va traslladar al Chelsea Classic Cinema, amb capacitat per a 230 persones. Més tard va trobar una llar gairebé permanent en el King's Road Theatre, que tenia 500 seients. A partir del 3 de novembre d'aquest mateix any, va romandre allí durant sis anys. El seu debut als Estats Units va ocórrer a Los Angeles en 1974 abans d'arribar a la ciutat de Nova York i altres ciutats. Lou Adler, productor i propietari d'Ode Records, va presenciar la producció en 1973, acompanyat per la seva amiga Britt Ekland, i va decidir immediatament adquirir els drets teatrals per als Estats Units. En 1975, The Rocky Horror Show es va estrenar a Broadway en el Teatre Belasco, amb una capacitat per a 1000 persones.

### Rodatge i localitzacions
La pel·lícula es va desenvolupar a la ciutat fictícia de Denton i es va filmar principalment en Bray Studios, Oakley Court, en una casa de camp prop de Maidenhead, Berkshire, Anglaterra. Oakley Court, construïda en 1857 en un estil gòtic victorià, és reconeguda per la seva aparició en diverses pel·lícules d'Hammer. Encara que gran part de la filmació va tenir lloc allí, en aquest moment la mansió no estava en les millors condicions. Es va utilitzar Elstree Studios per a la postproducció, des del 21 d'octubre fins al 19 de desembre de 1974.
La majoria dels actors van ser presos de l'elenc original de la producció teatral de Londres, incloent-hi Tim Curry, qui va decidir que el Dr. Frank N. Furter havia de tenir un to de veu similar al de la Reina del Regne Unit: extravagant i elegant. Malgrat la insistència de Fox a triar a actors estatunidencs per als rols de Brad i Janet, Barry Bostwick i Susan Sarandon van ser seleccionats. Durant el rodatge, que va tenir lloc a la tardor, les condicions van empitjorar i Sarandon va emmalaltir de pneumònia.
La pel·lícula és una mescla entre una paròdia i un tribut a nombroses pel·lícules de ciència-ficció i terror des de la dècada de 1930 fins a la de 1970. Encara que conserva molts aspectes de la versió teatral, com el disseny de producció i la música, també introdueix noves escenes no presents en l'obra original. La seva trama, entorn i estil són un ressò de les pel·lícules de terror d'Hammer, que tenien un estil distintiu igual que les pel·lícules d'Universal Studios.
Inicialment, la seqüència d'obertura planejada anava a incloure clips de diverses pel·lícules esmentades en la lletra, juntament amb seqüències filmades en blanc i negre, però es va considerar massa costosa i es va descartar.

### Vestuari i maquillatge
En les produccions teatrals, els actors solien encarregar-se del seu propi maquillatge. No obstant això, per a l'adaptació cinematogràfica, els productors van optar per comptar amb Pierre La Roche, reconegut pel seu treball com maquillador de Mick Jagger i David Bowie, qui es va encarregar de redissenyar el maquillatge de cada personatge. Les imatges de la producció van ser capturades pel fotògraf de rock Mick Rock, reconegut per diversos llibres sobre la seva labor en aquest camp.
En el llibre Rocky Horror: From Concept to Cult, la dissenyadora Sue Blane va analitzar l'impacte dels vestits de Rocky Horror en l'estil del moviment punk. Ella sostenia que aquestes disfresses eren una part significativa de l'evolució cap al punk. Segons Blane, les mitjanes de xarxa esquinçades, l'ús de brillantina i el cabell tenyit es van vincular directament amb la influència de Rocky Horror en l'estètica del punk.
En la pel·lícula, alguns dels vestits utilitzats prèviament formaven part de la producció teatral original. Així mateix, es va recórrer a accessoris i decorats provinents d'anteriors produccions d'Hammer i altres contextos similars. Per exemple, el tanc i el ninot emprats en l'escena del naixement de Rocky havien estat utilitzats en La venjança de Frankenstein (1958). Aquestes referències a treballs anteriors no sols van representar una estratègia per a reduir costos, sinó que també van contribuir a elevar l'estatus de culte associat a la pel·lícula.
Inicialment, Sue Blane, la dissenyadora de vestuari, no mostrava un gran interès a formar part de l'equip de producció de la pel·lícula. No obstant això, la seva perspectiva va canviar radicalment quan es va adonar que el seu antic amic Curri estava profundament compromès amb el projecte. Tots dos havien col·laborat prèviament en el Citizens Theatre de Glasgow durant la representació de The Maids, en la qual Curri havia usat una cotilla de dona. Arran d'això, Blane va aconseguir gestionar el préstec de la cotilla usada en la producció de Rocky Horror. Encara que admet no haver realitzat una recerca exhaustiva per al disseny i tampoc haver vist pel·lícules de ciència-ficció, era conscient que els vestits confeccionats per als personatges de Brad i Janet podrien ser considerats generalitzacions.
En el seu procés de disseny per a Rocky, Blane confessa que no es va basar en pel·lícules de ciència-ficció ni còmics. Més aviat, el seu enfocament es va fonamentar en intuïcions culturals; per exemple, la forma en què s'imaginava com vestien els estatunidencs, malgrat no haver visitat els Estats Units prèviament. Va elaborar generalitzacions sobre l'ús de polièster per a evitar arrugues i la tendència de pantalons curts, a més de percebre la preferència per mitjons blancs i samarretes com a elements essencials del vestuari estatunidenc, tot influenciat per la passió pels esports. Encara que posteriorment va visitar els Estats Units, Blane va admetre que les seves idees originals podrien haver estat generalitzacions, encara que van funcionar perfectament per als personatges de Brad i Janet.
El cost de producció de la pel·lícula va ascendir a 1.600.000 dòlars, considerablement més alt que el pressupost teatral inicial. No obstant això, la necessitat de duplicar els vestits per a la versió cinematogràfica va resultar costosa. Durant la filmació, les cotilles usades al final van haver de ser replicats per a l'escena de la piscina, amb una versió assecant-se mentre s'usava l'altra en el set. Encara que diversos dels vestits eren rèpliques exactes de les produccions teatrals, alguns abillaments van ser creats exclusivament per a la pel·lícula, com el frac i el barret de copa amb lluentons daurats de Columbia, a més de l'uniforme de serventa de Magenta.
Sue Blane, la dissenyadora de vestuari, va quedar impressionada per l'habilitat dels fanàtics per a recrear i comprendre els seus dissenys. Al principi, en escoltar sobre les persones que es disfressaven, va pensar que seria de mal gust, però es va sorprendre gratament en veure el nivell de detall al qual arribaven els fanàtics per a emular les seves creacions. Mina Credeur, una seguidora de Rocky Horror que dissenya vestuari i personifica a Columbia en el grup d'actuació de Houston, assenyala que "la millor part és quan tots se'n van amb un gran somriure en la cara", ressaltant la quantitat de kitsch i romanticisme exagerat que es percep. La pel·lícula continua sent projectada en nombrosos cinemes i les disfresses de Rocky Horror són populars per a Halloween, encara que la seva confecció requereix molt temps i esforç.

## Música
La banda sonora de Rocky Horror va ser llançada en 1975 sota el segell Ode Records i va ser produïda pel compositor britànic Richard Hartley. Aquesta gravació va aconseguir el lloc 49 en el Billboard 200 dels Estats Units en 1978, mentre que a Austràlia va arribar al lloc 12 en la llista d'àlbums i al lloc 11 en Nova Zelanda.
| Llista de cançons                           | Intèrpret                                                                                              |
| ------------------------------------------- | --- |
| Science Fiction/Double Feature              | Richard O'Brien                                                                                        |
| Dammit Janet                                | Barry Bostwick, Susan Sarandon                                                                         |
| Over at the Frankenstein Place              | Barry Bostwick, Susan Sarandon, Richard O'Brien                                                        |
| The Time Warp                               | Richard O'Brien, Patricia Quinn, Nell Campbell                                                         |
| Sweet Transvestite                          | Tim Curry                                                                                              |
| The Sword of Damocles                       | Brian Engel                                                                                            |
| I Can Make You a Man                        | Tim Curry                                                                                              |
| Hot Patootie – Bless My Soul                | Meat Loaf                                                                                              |
| I Can Make You a Man (Repetició)            | Tim Curry                                                                                              |
| Touch-a, Touch-a, Touch-a, Touch Me         | Susan Sarandon, Nell Campbell, Patricia Quinn, Tim Curry, Barry Bostwick, Richard O'Brien, Brian Engel |
| Once in a While (escena eliminada)          | Barry Bostwick                                                                                         |
| Eddie                                       | Jonathan Adams, Nell Campbell, Susan Sarandon, Tim Curry                                               |
| Planet Schmanet Janet (Wise Up Janet Weiss) | Tim Curry, Susan Sarandon                                                                              |
| Planet Hot Dog                              | Tim Curry, Susan Sarandon, Barry Bostwick, Jonathan Addams                                             |
| Rose Tint My World                          | Nell Campbell, Brian Engel, Barry Bostwick, Susan Sarandon, Tim Curry, Jonathan Adams                  |
| Fanfare/Don't Dream It, Be It               | Tim Curry, Jonathan Addams, Susan Sarandon, Barry Bostwick                                             |
| Wild and Untamed Thing                      | Tim Curry, Barry Bostwick, Susan Sarandon, Brian Engel, Nell Columbine, Richard O'Brien                |
| I'm Going Home                              | Tim Curry                                                                                              |
| Super Heroes                                | Barry Bostwick, Susan Sarandon, Charles Gray                                                           |
| Science Fiction/Double Feature (Repetició)  | Richard O'Brien                                                                                        |